# 科爾文鎮區 (明尼蘇達州聖路易斯縣)
科爾文鎮區（英語：Colvin Township）是位於美國明尼蘇達州聖路易斯縣的一個行政鎮區。

## 地方資料
科爾文鎮區的面積為93.09平方千米，當中陸地面積為87.30平方千米，而水域面積為5.79平方千米。根據2020年美國人口普查的數據，當地共有人口289人，而人口密度為每平方千米3.1人。